# Hayle Ibrahimov
Hayle Ibrahimov (Etiopía, 18 de enero de 1990) es un atleta azerbaiyano de origen etíope, especialista en la prueba de 5000 m en la que llegó a ser subcampeón europeo en 2014.

## Carrera deportiva
En el Campeonato Europeo de Atletismo de 2014 ganó la medalla de plata en los 5000 metros, con un tiempo de 14:08.32 segundos, llegando a meta tras el británico Mo Farah y por delante de otro británico Andy Vernon (bronce).